# Anna Iriyama
Anna Iriyama (入山 杏奈, Iriyama Anna), née le 3 décembre 1995 dans la préfecture de Chiba au Japon, est une chanteuse et idole japonaise, membre de la Team A du groupe pop féminin japonais AKB48 de 2010 à 2022.

## Biographie
Anna Iriyama fait partie de la 10e génération des Kenkyusei du groupe AKB48. Selon to ShukanBunshun.com, elle est promue dans la Team 4 du groupe le 24 juin 2011, puis est transférée dans la Team A en août 2012 lors d'un concert au Tokyo Dome. Elle est membre avec Rina Kawaei et Rena Katō d'un sous-groupe d'AKB48 : Arire, qui sort le 17 octobre 2012 un single intitulé Ikujinashi Masquerade avec Rino Sashihara en featuring.
Elle fait partie des Up and Coming Girls d'AKB48.
En mai 2014, elle est victime, avec Rina Kawaei et un assistant, d'une agression par un homme armé d'une scie au cours d’une rencontre avec des fans du groupe (« handshake event ») à Takizawa. Légèrement blessées, elles sortirent néanmoins rapidement de l'hôpital, tandis que l'agresseur fut arrêté pour tentative de meurtre,,,,,,.
En 2018, Iriyama est choisie par le réalisateur mexicain Pedro Damián pour un rôle dans la telenovela mexicaine Like. Elle interprète Keiko Kobayashi, une jeune femme allophone du Japon.